# قرار مجلس الأمن التابع للأمم المتحدة رقم 1167
قرار مجلس الأمن التابع للأمم المتحدة رقم 1167، الذي اتخذ بالإجماع في 14 أيار / مايو 1998، بعد التذكير بجميع القرارات المتعلقة بالحالة في طاجيكستان وعلى طول الحدود الطاجيكية الأفغانية، مدد المجلس ولاية بعثة مراقبي الأمم المتحدة في طاجيكستان لفترة ستة أشهر أخرى حتى 15 نوفمبر 1998.
وفي ديباجة القرار، لوحظ أن التقدم في عملية السلام كان بطيئا للغاية، مع انتهاكات وقف إطلاق النار ووضع غير مستقر في بعض أنحاء البلد. وقد ساعدت الاتصالات المكثفة بين حكومة طاجيكستان والمعارضة الطاجيكية في احتواء الأزمات.
أدان مجلس الأمن تجدد القتال في طاجيكستان، داعيا جميع الأطراف إلى تنفيذ اتفاقات السلام والعسكرية والجدول الزمني الذي اقترحته لجنة المصالحة الوطنية بما في ذلك تعيين ممثلين عن المعارضة الطاجيكية الموحدة في المناصب الحكومية. يجب اتخاذ جميع التدابير لتهيئة بيئة لتسهيل إجراء الانتخابات. وطُلب إلى الأطراف الطاجيكية أيضا ضمان سلامة وأمن بعثة مراقبي الأمم المتحدة في طاجيكستان وقوات حفظ السلام من رابطة الدول المستقلة. في غضون ثلاثة أشهر من اتخاذ القرار الحالي، طُلب إلى الأمين العام كوفي عنان أن يقدم تقريرا عن تنفيذ القرار 1167 وعن جميع التطورات الهامة.

## روابط خارجية
- نص القرار في undocs.org